# Station Mouchard
Station Mouchard is een spoorwegstation in de Franse gemeente Mouchard. Hier begint de spoorlijn via Poligny, Lons-le-Saunier naar Bourg-en-Bresse. Van hier rijden ook treinen naar o.a. Dole (Jura). 